# Emmanuel de Peretti de La Rocca
Pour les articles homonymes, voir Peretti.
Emmanuel de Peretti de la Rocca (1870-1958) est un diplomate français.

## Biographie

### Jeunesse et études
Né le 25 décembre 1870 à Calais, originaire de Lévie en Corse, Emmanuel de Peretti de La Rocca est archiviste paléographe (promotion 1893), licencié en droit et diplômé de l'École libre des sciences politiques. Il présida la Société de l'École des chartes en 1936-1937.

### Parcours professionnel
Il choisit d'entrer au ministère des Affaires étrangères ; il y est attaché à la direction de l'Amérique (1908), avant de devenir secrétaire d'ambassade à Washington (1909), de participer aux négociations du traité de Versailles au titre de la direction des Affaires africaines, et de devenir directeur des Affaires politiques (1920).
Il est ambassadeur en Espagne entre 1924 et 1929, puis en Belgique entre 1929 et 1931. Directeur des services du ministère (1941), il est nommé en 1941 au Conseil de justice politique, institué par le régime de Vichy après le procès de Riom. À la Libération, il se fixe à Levie, et meurt le 17 juillet 1958 à Paris.

## Décorations
Il est grand officier de la Légion d'honneur et membre de l'ordre de la Francisque.
- Grand officier de la Légion d'honneur
- Ordre de la Francisque